# 乞伏成龍
乞伏成龍（?—?），西秦宗室，陇西鲜卑人，是西秦国王乞伏炽磐的儿子。
445年八月十六日，吐谷浑前國王慕璝之子被囊被北魏高凉王拓跋那击败。中山公杜丰又率精锐骑兵追赶，穿过三危山，来到雪山，活捉了被囊、拾归和乞伏炽磐的儿子乞伏成龙，押送到平城。吐谷浑王慕利延逃入于阗国，杀了国王，占领了于阗的属地，死了几万人。